# Juan Margarit i Pau
Pour les articles homonymes, voir Margarit.
Juan Margarit i Pau, le cardinal de Gérone est un cardinal espagnol de l'Église catholique, né vers 1421 à Gérone, Espagne et mort à Rome, le 21 novembre 1484.
Il a été un partisan farouche du roi Jean II d'Aragon contre les institutions catalanes, la Députation de la Généralité et le Conseil des Cent pendant la guerre civile catalane et a joué un rôle important dans sa répression. Dans ses livres, Templum Domini dédié au roi Jean II et Corona Regum dédié à Ferdinand le Catholique, il exprime avec force la doctrine de la monarchie absolue de droit divin.

## Biographie
Juan Margarit est issu d'une famille noble de l'Ampourdan. Sa famille possédait un château à Sant Gregori. Quatrième d'une famille comptant cinq frères, il a été destiné à une carrière ecclésiastique.
Margarit étudie le droit civil et canonique à l'université de Bologne et obtient son diplôme de docteur en 1443. Puis il est clerc et chanoine à Gérone, vicaire général de Gérone auprès de son oncle Bernat de Pau, évêque de Gérone (1436-1457), prévôt de l'abbaye augustine de San Martín Ça Costa à Gérone. Il est renvoyé en Italie en 1449, procurateur du roi de Naples à Rome, clerc de la Chambre apostolique et ambassadeur du roi Jean II de Castille. 
En 1453, Margarit est nommé évêque d'Elne. Il représente le roi d'Aragon au concile de Mantoue, en 1459-1460, pour défendre ses intérêts contre les prétentions des Angevins. Il est nonce en Aragon en 1461. La même année, il est transféré évêque de Gérone. Il va être mêlé au conflit entre Charles de Viane et son père, le roi Jean II, au sujet de la succession de Navarre. Après la mort du prince de Viane, en 1462, la reine Jeanne Enríquez, et l'infant Ferdinand se réfugient au château de Gérone où ils sont assiégés par l'armée catalane commandée par la comte de Pallars et défendu les familles locales et l'évêque. Ils sont secourus par l'armée française envoyée par Louis XI qui soutient le roi Jean II depuis la signature du traité de Bayonne. Mais en 1469, Louis XI change d'alliance et soutient René d'Anjou appelé par les Catalans et Jean II de Lorraine, duc de Calabre, qui fait son entrée dans Gérone le 1er juin 1469 avec Dunois, lieutenant du roi de France, Louis XI, mais Jean II de Lorraine meurt subitement en 1470. La position du roi Jean II s'est renforcée après le mariage d'Isabelle Ire de Castille et Ferdinand II d'Aragon qui prépare l'unité espagnole. Cependant la réunion de forces hostiles à Louis XI va amener des forces en France pour s'opposer à la révolte de Jean V d'Armagnac allié aux Anglais. En octobre 1471, il a rendu la ville de Gérone au roi d'Aragon. Il est chancelier d'Aragon pendant les gouvernements des rois catholiques Isabelle Ire de Castille et Ferdinand II d'Aragon et exerce plusieurs missions diplomatiques pour Ferdinand II (Ferran II en catalan). 
Margarit est créé cardinal par le pape Sixte IV au consistoire du 15 novembre 1483, puis nommé légat apostolique en Campanie en 1484, mais meurt avant d'avoir pris possession du poste. Il est l'auteur notamment de Paralipomenon Hispaniae, une histoire d'Espagne en 10 volumes, imprimée en 1545 par Sancho Nebrija à Grenade, et est un des humanistes les plus importants de Catalogne. Le cardinal Margarit participe au conclave de 1484, lors duquel Innocent VIII est élu.
Alors que son lieu de sépulture était jusque-là inconnu, en 2016 son tombeau aurait été identifié au sein de l'église Santa Maria del Popolo à Rome.

## Publications
- De origine regum Hispaniae et Gotorum, écrit entre 1458 et 1460.
- Templum Domini, écrit au début de la guerre civile catalane.
- Corona Regum, dédié au prince Ferdinand, écrit vers 1469.
- Paralipomenon Hispaniae libri decem, ouvrage commencé dans les années 1460, laissé inachevé à la mort du cardinal, publié en 1545 (lire en ligne).